# Organization for the Advancement of Structured Information Standards

Logo

Die Organization for the Advancement of Structured Information Standards (OASIS) ist eine internationale,
nicht-gewinnorientierte Organisation, die sich mit der Weiterentwicklung von E-Business- und Webservice-Standards beschäftigt. Bekannte Standards der OASIS sind u. a. OpenDocument und DocBook.

## Standards

### Dokumentenformate

#### DocBook und DITA
OASIS pflegt das Dokumentenformat DocBook und ist mit IBM an der Pflege des DITA-Dokumentenformats beteiligt. Im Gegensatz zu z. B. OpenDocument sind diese Formate eher am Inhalt als an der Formatierung orientiert und eignen sich zum Schreiben von Büchern und Dokumentationen.

#### OpenDocument
Um ein quelloffenes, standardisiertes Dateiformat – vor allem für Textverarbeitungen – zu etablieren, wurde bei OASIS eine Arbeitsgruppe zur Entwicklung der freien OpenDocument-Formate gebildet (.ODF = Open Document Format), welches flächendeckend u. a. mit OpenOffice.org 2, LibreOffice, StarOffice 8 und KOffice 1.4 eingeführt wurde. Derzeit dominiert das Format von Microsoft.
Seit dem 8. Mai 2006 ist das .ODF-Format durch die ISO und die IEC in der Norm ISO/IEC 26300 offiziell übernommen worden.

### Weitere
OASIS pflegt auch die sicherheitsrelevanten Standards eXtensible Access Control Markup Language, Service Provisioning Markup Language und Security Assertion Markup Language. Zusammen mit CEFACT war OASIS außerdem an der Entwicklung von Electronic Business XML beteiligt.
Weiterhin pflegt OASIS die BPEL, eine Ausführungssprache für Geschäftsprozesse und UBL, eine Spezifikation für standardisierte E-Business-Dokumente (z. B. XRechnung).
Customer Information Quality (CIQ) ist ein Satz von XML Spezifikationen zur Definition, Repräsentation, Verarbeitung und Verwaltung von personenbezogenen Daten (z. B. Namen, Adressen etc.).
Open Services for Lifecycle Collaboration (OSLC) spezifiziert die Zusammenarbeit von Software-Entwicklungswerkzeugen. Dies ist ein Beispiel für eine Member Section von OASIS.